# Fogsor (építészet)

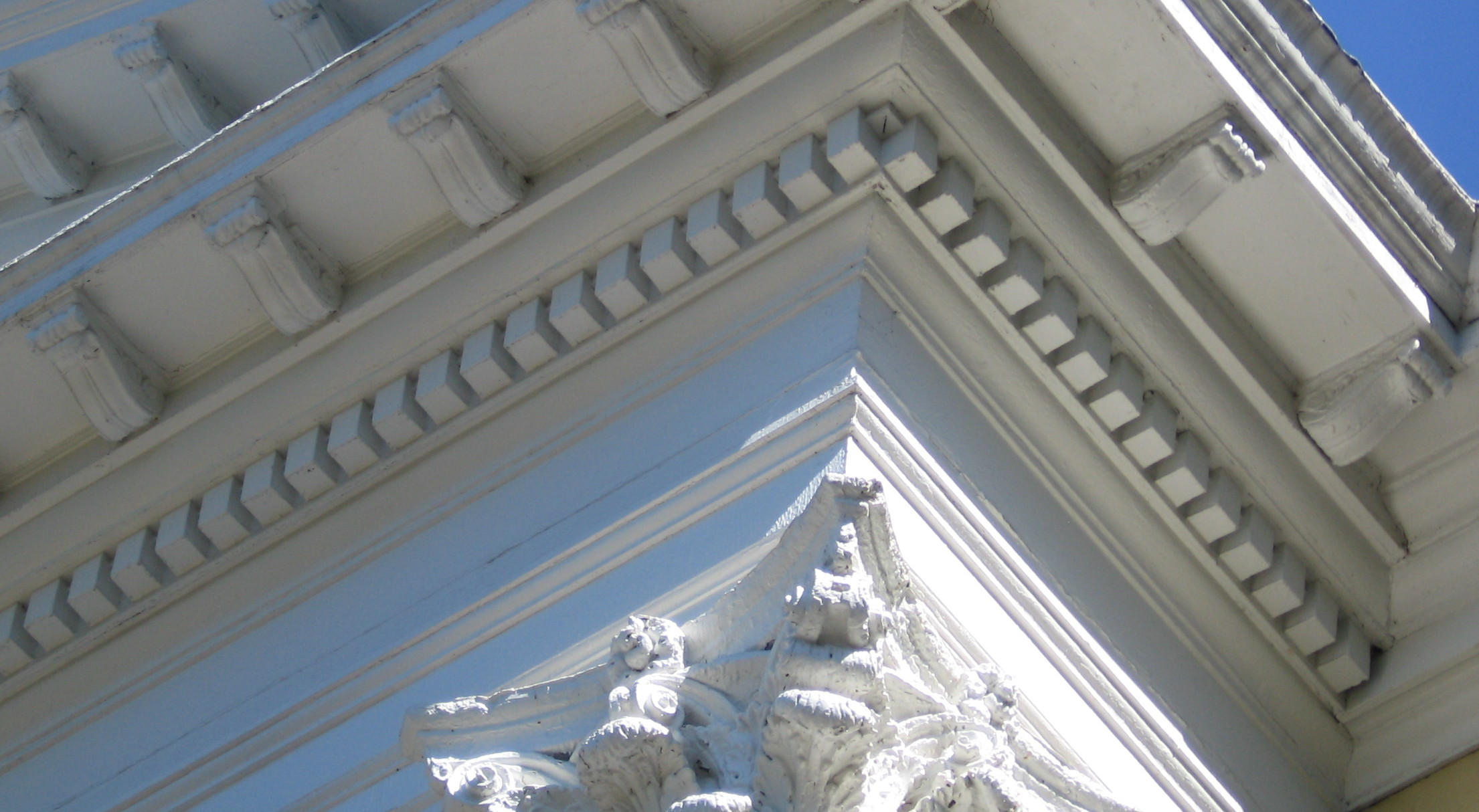
Fogsor egy épületen

A fogsor (denticuli) vagy  fogazat vagy fogsor az építészetben függőleges hézagokkal elválasztott hasábelemek formai hagyománya a kőből faragott ión párkányzat geiszon alatti részében. Lehet álló vagy fekvő, az egyes hasábok arányainak és előreugrásainak különbsége szerint.
Váltakozva kiugró, konzolszerű, téglalap alakú elemek sora a jón és korinthoszi oszloprendek párkányzatán, a geiszon alján.